# رباط جعفرآباد
رباط جعفرآباد مربوط به دوره قاجار است و در شهرستان گناباد، بخش مرکزی، روستای جعفرآباد واقع شده و این اثر در تاریخ ۱۹ مرداد ۱۳۸۴ با شمارهٔ ثبت ۱۲۹۲۷ به‌عنوان یکی از آثار ملی ایران به ثبت رسیده است.